# هتل بغداد
هتل بغداد (انگلیسی: Baghdad Hotel) یک هتل بزرگ در بغداد عراق است. این هتل مشرف به دجله در ساحل شرقی خود است.
پس از حمله ۲۰۰۳ به عراق ،  این هتل به علت امنیت بالا مورد استفاده مقامات کشورهای غربی و آمریکا قرار گرفت.